# Indy Racing 2000
Indy Racing 2000 é um jogo eletrônico de corrida baseado na temporada de 1999 da Indy Racing League, lançado para o Nintendo 64.